# 軌道星隊シゴセンジャー
軌道星隊シゴセンジャー（きどうせいたいシゴセンジャー）は、明石市立天文科学館オリジナルのキャラクターで、同館を中心に活動しているローカルヒーロー。本項では敵役のブラック星博士の他、関係するキャラクターについても記述する。

## 概要
明石市立天文科学館を中心に活動し、主に同館のイベント時にプラネタリウムで行なわれる特別投影（『キッズプラネタリウム』）で登場する。時間を狂わそうとプラネタリウムで悪さをするブラック星博士に対し、時間と平和を守るシゴセンジャーが子どもたちと一緒に立ち向かう。
初登場は、2005年4月29日から5月5日にかけて同館で開催されたイベント『わくわくフェスタ』でのキッズプラネタリウム。他にも、明石市内で行なわれる行事に出演することがあり、まれに他県のイベントにも登場するなど他の自治体に現れることもある。
初登場してから少しずつ着実に認知されていき、明石やその周辺ではほぼ定着しつつある人気キャラクター。また、プラネタリウムの業界では知らない人はいないといわれるほど有名。この人気ぶりを受けて、2007年11月に特許庁へ商標登録を申請、翌年8月29日付けで登録が認められた。同館のグッズ販売では、登録以前からペーパークラフトやバッジなどシゴセンジャー関連のグッズが販売されており、登録後には主題歌のCDも加わった。
2009年1月4日には県立ぐんま天文台における世界天文年日本組織委員会の公式オープニングイベントにもブラック星博士とともにレッド、ブルーともに公式参加している。
名前の由来は、同館のある明石市を通る『子午線』から。ただし、多くの戦隊ヒーローモノに「レンジャー」という名前が付いているため、「シゴセンジャー」も度々「シゴレンジャー」と間違われることがある。
アマチュア天文家として知られる関勉が1990年10月20日に発見した小惑星(17461)1990 UD1は、Shigosengerと命名されている。

## 登場人物（主要キャラクター）

### 軌道星隊シゴセンジャー
時間と平和を守ることを使命としている。主に登場するメンバーはシゴセンジャーレッドとシゴセンジャーブルーの2人のみだが、他にも10人の戦士がいて、世界のあちこちで平和のために戦っている。
暴力をもって戦うことを是としないため、敵と戦う時はクイズで対決する。
プロテクターのように見える部分の左胸には、明石を通る日本標準時子午線の東経135度を意味する「135E」が刻まれている。初登場時にはまだマントがなかったなど、現在とは外見に差異が見られる。ちなみに、外見のコスチュームに見えるものは、本人たち曰く「地肌」らしい。
シゴセンジャーレッド
『軌道星隊シゴセンジャー』で登場するメインキャラの一人。通称は「レッド」。カラーは赤。マウススピリットを持つ。
登場時のキャッチフレーズは、「明石の時を守るため、そしてきれいな星空を守るために戦うシゴセンジャーレッド！」。
年齢は不詳。基本的にブルーより遅れて登場することが多い。どちらかといえばブルーよりもしっかりものだが、過去に一度大きな失言をしたときに戦意を喪失するほど落ち込んでしまったことがある。
シゴセンジャーブルー
『軌道星隊シゴセンジャー』で登場するメインキャラの一人。通称は「ブルー」。カラーは青。サラブレッドスピリットを持つ。
登場時のキャッチフレーズは、「青い地球を守るため、そしてよい子の笑顔を守るために戦うシゴセンジャーブルー！」。
年齢は不詳。基本的にレッドより先に登場することが多い。ブラック星博士のダジャレや親父ギャグに非常に弱いが、最近は自身もボケキャラが身についてきている。「コテンパンにしてやる！」や「ギャフンといわせてやる！」など、ブラック星博士からも「古い」と突っ込まれるような発言も見受けられるようになった。
シゴセンジャーイエロー
『軌道星隊シゴセンジャー』で登場するキャラの一人。通称は「イエロー」。カラーは黄。
登場時のキャッチフレーズは、「輝く星空を守るため、よい子の夢を守るために戦うよ!?」、「美しい星空を守るため、よい子のみんなの夢とロマンを守るためにたたかうぞ」。
年齢・性別は不詳。2012年夏、突如として加わった。うっかりものでユーモアあふれる性格で、ダークサイドからの評価も高い。2013年9月のファンクラブイベントまでの1年間活躍した。
シゴセンジャーピンク
『軌道星隊シゴセンジャー』で登場するキャラの一人。通称は「ピンク」、「ピンクさん」。カラーは桃。
登場時のキャッチフレーズは、「楽しいプラネタリウムを守るため、明石をもっと好きになってもらうため戦っています！」、「宇宙の平和を守るため、熱いハートで戦います！」。
年齢は不詳。2012年夏、イエローと同時に現れたマドンナ的存在。正義感が強く、ブラック星博士を改心させようと必死である。2013年9月のファンクラブイベントまでの1年間活躍した。
シゴセンジャーグリーン
『軌道星隊シゴセンジャー』で登場するキャラの一人。通称は「グリーン」。カラーは緑。
登場時のキャッチフレーズは、「澄んだ自然を守るため、みんなの夢を守るために戦うシゴセンジャーグリーン！」。
年齢・性別は不詳。2013年夏場所で登場した。癒しの効果を持ち、グリーンが登場することで、ブラック星博士や子分のさむ～いダジャレで消耗したブルーの体力が回復する。
シゴセンジャーキッズ
『軌道星隊シゴセンジャー』で登場する。
明石市内に住む4歳～5歳の子供たちからなる強力な助っ人。2014年6月にデビュー。プラネタリウムでシゴセンジャーがピンチになると駆けつけて、大きな声で応援してくれる。

### 敵側（ダークサイド）
ブラック星博士
『軌道星隊シゴセンジャー』で登場するメインキャラの一人。宇宙をめちゃくちゃにしようとたくらんでいる悪者。「時間」が大嫌いで、宇宙の時間を狂わそうとしている。
登場のたびに何かしら悪さを起こし、現れたシゴセンジャーと対決しては、毎回のように負けて逃げ帰っていく。
通称は「ブラック」。子どもたちにからかわれて、「星博士」ではなく「ほしぶどう」と呼ばれることが多い。
年齢は不詳。出身はブラックホール。ブラック自身の頭もブラックホールであるため、頭の星は紫色をしている。頭の星は2008年秋に新調され、15％の増量と後頭部への装飾がなされた。ちなみに頭部は自前。全体的に黒を基調としたコスチュームを着ており、マントを羽織っている。初登場時にはマントがなく白衣を着て、しかも顔面には白い仮面をつけていたなど、現在とは外見に差異が見られる。しかし、仮面についてはとても怖がる子どもがいたため、すぐに止めてしまった。また、この時、ブラック登場の直前にドーム内にアニメ天才バカボンの主題歌「西から上ったお日さまが東に沈む・・」が流れ、本当にプラネタリウムが反転して西から太陽が昇った。ベルトはLEDによる電光式。
冗談やダジャレ、親父ギャグが大好きで、会話の中にもそれらを織り交ぜて話す。もちろん、シゴセンジャーとのクイズ対決で真面目な問題を出すことはほとんどなく、ダジャレ問題が多くを占めている。これらによって観客を笑わせ、人々をダークサイドへと引きずり込むことを狙っている。しかし、ただの自己満足で終わらせている時も多い。
毎回登場した時にかなりの高確率で、本気で泣いてしまう子どもがでることが悩み。
敵役ではあるがブラック星博士に対する人気も高く、一部では、主役であるはずのシゴセンジャーを凌ぐほどのカルト的人気をほこっている。

ブラック星博士の子分
『軌道星隊シゴセンジャー』で登場するキャラ。名前の通り、ブラック星博士の子分である。
親分であるブラック星博士と同じく、登場のたびに何かしら悪さを起こし、現れたシゴセンジャーと対決しては、毎回のように負けて逃げ帰っていく。
通称は「子分」、「子分さん」。ブラック星博士曰く、宇宙には110人の子分がおり、毎回選び抜かれた別の子分が出演しているという。
たとえば、2013年夏場所で登場したのはこと座からやってきた子分（本名「M57」）であり、ファンクラブイベントではM32とM110が２人同時に出演して周囲を驚かせた。
ブラック星博士の座をひそかに狙っているらしく、秋場所ではダジャレでブラック星博士をも真っ青にして「下剋上だ！」と発言する一幕もあった。
2014年初場所ではM32、同年2月11日に開催された巡業場所ではM93、3月の春場所ではM87が活躍した。

## その他の登場キャラクター（ゲストキャラクター）

### ゲスト
ひょんたん
兵庫県伊丹市にある伊丹市立こども文化科学館のキャラクター。2008年の天文春分祭（3月20-23日）のうち21-23日のキッズプラネタリウムにてゲスト出演。
ブラック星博士の手によって一時ダークサイドへと引き込まれるも、シゴセンジャーの活躍により無事に助けられた。

### ゲスト（ダークサイド）
Dr.ビッグフラット
2007年3月17日の天文春分祭初日にのみキッズプラネタリウムにてゲスト出演。この年の天文春分祭（3月17-25日）では「ツァイス＆メガスター」と題して、同館のツァイス・プラネタリウムと大平技研のプラネタリウム『メガスターII』によるコラボレーション特別投影が行なわれていた。
ブラック星博士の味方であり、仮面を付けた高身長の男。あるプラネタリウム技術者の雰囲気をかもしだしている。
メガスターを奪いに来たブラック星博士がシゴセンジャーの反撃で劣勢になり、助っ人として呼び寄せる、という形で登場。終始無言であったが、敗れてブラック星博士と共に退散する際に仮面を外そうとするなど、ノリのいい一面がある。
シゴセンジャーブラック
2014年10月のファンクラブイベントにて、突如現れる。

## 技・道具

### 技
レッドの技
クイズアタック
シゴセンジャーの基本攻撃。「シゴセンジャー・クイズアタック！」の掛け声で、天文や星座、時間にまつわるクイズを出題する。時間を狂わす悪いやつがクイズに間違うと、狂った時間を元に戻すことができる。
レッドとブルー2人同時のほか、単独でも使用される。ホームページや同館の広報誌などによる公式設定ではレッドの技として紹介されているが、実はブルーの方が圧倒的に単独で使用する機会が多い（基本的にブルーの方が先に登場するため）。
繰り出す際の手や体の動きには一定の規則があり、観客と共にこの技を使用するときには、シゴセンジャーからこの動きについての説明がなされる。
シゴパンチ
さむ〜いダジャレを言うヤツに一発！必殺のノリツッコミパンチ！
公式設定として存在する技だが、使用されることはほとんどない。

ブルーの技
シゴキック
スラリと伸びた長い足から繰り出される、ゴクゴク普通のキック。
公式設定として存在する技だが、使用されることはほとんどない。
シゴクロスカウンター
相手のボケをボケで返す、自滅覚悟のクロスカウンター。
公式設定として存在する技だが、使用されることはほとんどない。

シゴセンジャーのその他の技
ジャストタイムアタック
シゴセンジャーによる、クイズを伴わずに繰り出される攻撃。シゴセンジャーの必殺技でもある。
「シゴセンジャー・ジャストタイムアタック」の掛け声で繰り出され、ブラックを時計に閉じ込めたり、増殖したブラックを粉砕するなど、多彩な効果がある。
クイズチャレンジ
「シゴセンジャー・クイズチャレンジ！」の掛け声で、天文や星座、時間にまつわるクイズを出題する。観客向けにクイズを出題する際に用いられるため、この技は攻撃技ではない。

ブラックの技
クイズアタック
ブラックの基本攻撃。「ブラック・クイズアタック！」の掛け声で、天文や星座、時間にまつわるクイズを出題するが、ほとんど全てがダジャレや親父ギャグの問題である。
攻撃が通ると、星空や時間がさらにメチャクチャになる。
イードーヘーンーカー
2005年3月18-21日の天文春分祭キッズプラネタリウムで、ブラックが使用した呪文。南十字星など日本では見ることができない星座が次々と現れるが、実はただ単に、観測場所の緯度の設定が日本の緯度からオーストラリアの緯度へと変わっていくだけ。

### 道具
レッドの道具
タイムロッド
マウススピリットのパワーを持つ杖（ロッド）。子ども達の元気を集めて、大きなパワーを得る事ができる。
公式設定として存在する道具だが、使用されることはほとんどない。

ブルーの道具
タイムブレード
サラブレッドスピリットのパワーを持つ剣（ブレード）。すばやい攻撃で敵を一刀両断。その早さは１ハロン９秒フラット。
公式設定として存在する道具だが、使用されることはほとんどない。

ブラック星博士の子分の道具
ブラックホール
なんでも吸い込んでしまう謎の秘密兵器。
2014年3月21-23日のシゴセンジャー春場所で使用。プラネタリウムの星空から惑星だけを消すことに成功したが、一緒に「梅干し」「煮干し」「部屋干し」「山陽網干」なども吸い込んでしまい場内を混乱させる。

## シゴセンジャーファンクラブ
2013年に発足。
当初の年会費135円は東経135度日本標準時子午線にちなむ。
現在は無料で、毎年度申し込みが必要。

## メディアほか
- 明石ケーブルテレビ「明石くらしチャンネル」内で「教えてシゴセンジャー」放送中（2009年6月現在）。
- おどろき戦隊モモノキファイブ に出演（2014年3月6日)。
- 明石淡路フェリー（たこフェリー）の「のりたい号」（あさかぜ丸）船体にも描かれている。
- 軌道星隊シゴセンジャープロモーションビデオ (2014年5月1日)
- MORNING CHARGE ブラック星博士が出演。
- 月刊星ナビ　ブラック星博士の「B級天文学研究室」 2014年5月号より連載中。

## 主題歌
「GO!GO! シゴセンジャー」
作詞/作曲/編曲 総毛宣博